# Iștihaza
Iștihaza (węg. Istvánháza) – wieś w Rumunii, w okręgu Marusza, w gminie Ațintiș. W 2011 roku liczyła 221 mieszkańców.